# 칠성천
칠성천(七星川)은 두개의 하천이 같은 지역에 동일한 큰 하천의 지류로서 존재하는 동명이천(同名異川)으로서 하나는 형산강 이남인 경상북도 포항시 남구 대송면 대각리의 운제산에서 발원하여 북류하다가 남구 괴동동의 형산강으로 흘러드는 하천이고, 다른 하나는 형산강 이북인 죽도시장 일대를 흐르는 북구의 하천으로 포항의 주 구성요소인 삼호오도(三湖五島)중 오도(五島), 즉 다섯개의 형산강 삼각주를 가르는 하천중 하나이다. 모두 형산강 최후의 지류이다.
북구 칠성천의 경우 경북 동해안의 최대 재래시장인 죽도시장 인근을 흐르는 구간은 1995년과 1996년 사이에, 또 2002년과 2004년 사이에 복개 공사를 마쳤다.
남구 칠성천의 경우 2011년 10월 21일 대송면사무소에서 해당 하천의 자연정화활동을 전개하였다.